# 지게차

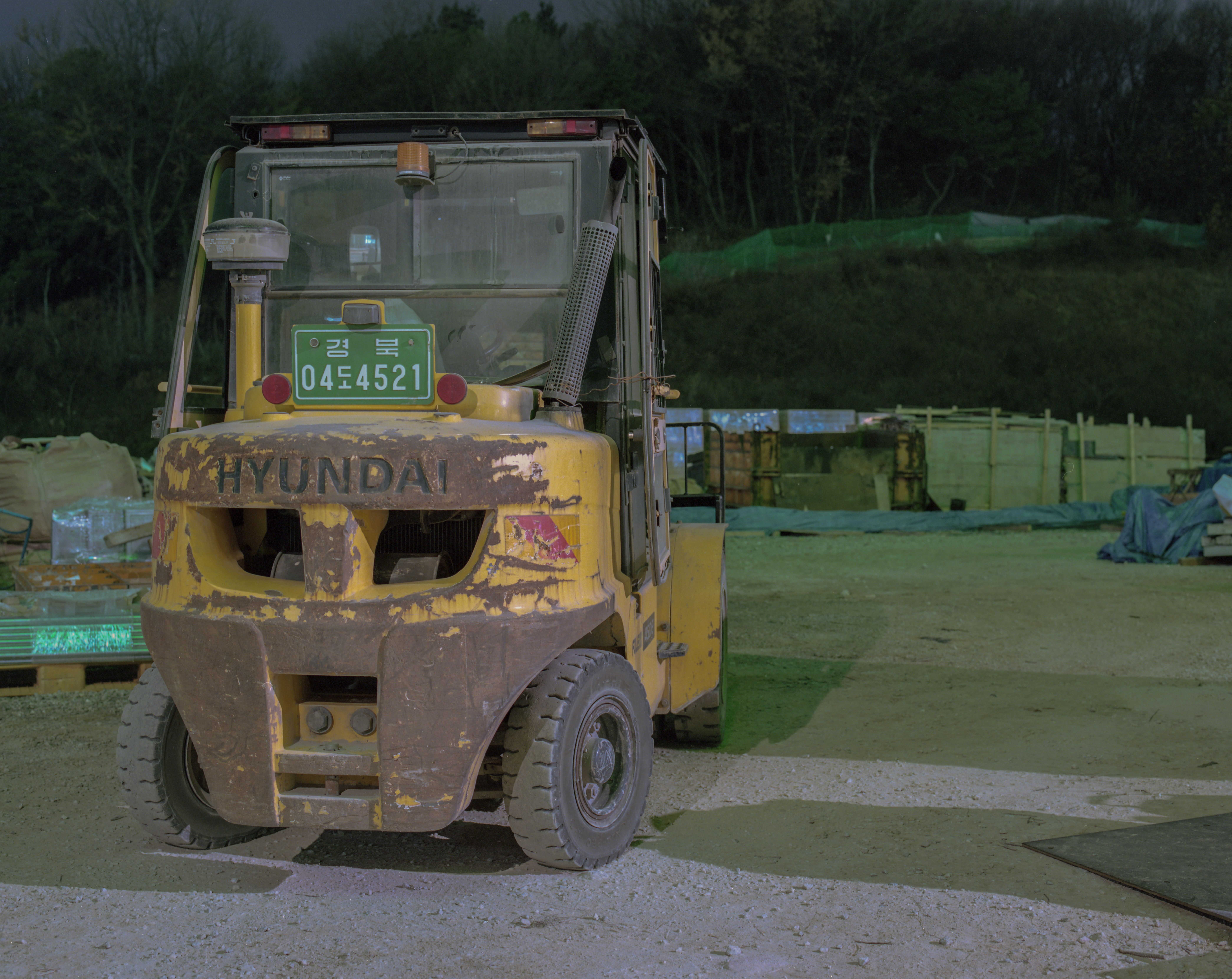
지게차(포크리프트)

지게차( - 車) 또는 포크리프트(영어: forklift, industrial truck, lift truck, jitney, hi-lo, fork truck, fork hoist, forklift truck)는 화물을 실어 옮기는데 쓰는 특수차량이다. 오늘날 쓰이는 지게차는 1920년대 미국의 여러 회사에서 제조되기 시작했으며, 현재는 화물 운반 작업에서 빠질 수 없는 필수장비이다.

## 어휘
1970년 대구비행장 공군 이근수 대위가 영문서를 번역하던 중 포크리프트 트럭 모양이 지게와 비슷한 것에서 착안해 처음으로 지게차란 단어를 사용하게 되었다.

## 사진

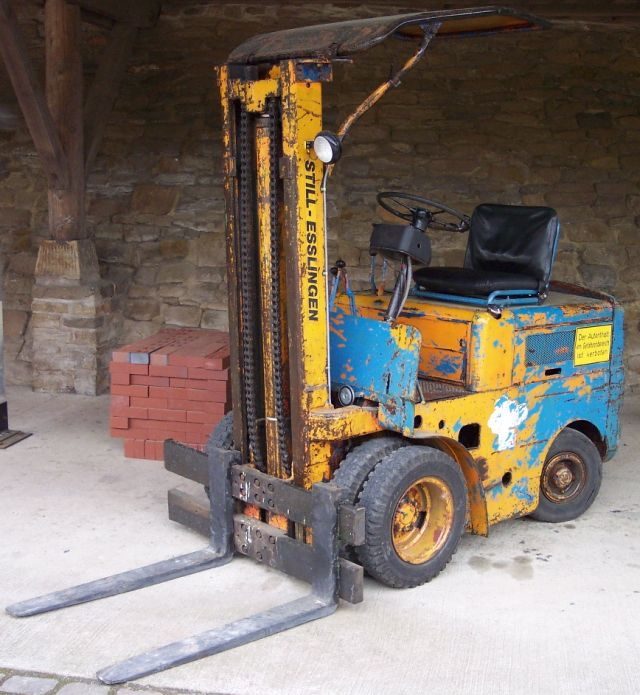

## 활용 및 자격면허
학력, 연령, 성별 제한이 없거나, 일부 중장비학원 또는 직업전문학교에 교육 훈련과정을 이수할 수 있으며, 국가기술자격 취득자를 우대하여야 한다.

## 주요 제조사
- 두산밥캣코리아
- 키온 그룹(영어판)

## 같이 보기
- 팰럿(화물 운반대)

1. ↑  지게차운전기능사 취득한 후에 건설기계조종사면허 발급